# Inácio Zakka I Iwas

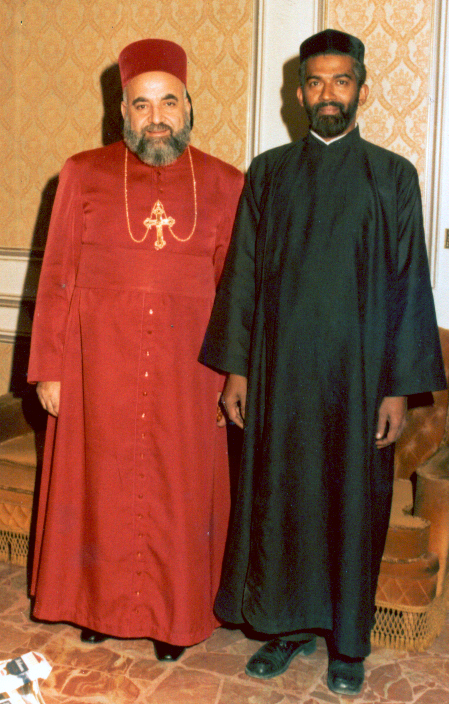
Inácio Zakka I Iwas (à esquerda, de vermelho) em Damasco (1981)

Inácio Zaqueu I Iwas (siríaco: ܐܝܓܢܐܛܝܘܣ ܙܟܝ ܩܕܡܝܐ ܥܝܘܐܨ; árabe: إغناطيوس زكا الأول عيواص; translit.: Ignatios Zakkà ‘Īwāṣ, nascido: Sanharib Iwas, Mossul, Iraque, 21 de abril de 1933 – Quiel, Alemanha, 21 de março de 2014) foi Patriarca Sírio Ortodoxo de Antioquia, líder espiritual da Igreja Ortodoxa Síria. Seu patriarcado tem como base Damasco. Como já é tradição para os patriarcas, Zakka Iwas adotou um novo nome, Inácio. Sendo o primeiro patriarca chamado Zakka, seu nome é geralmente descrito como Inácio Zakka I Iwas.

## Biografia
O patriarca Inácio Zakka I Iwas nasceu em 21 de abril de 1933, em Mosul, Iraque. Em 1954, saiu de Mosul, desenvolvendo assim sua carreira eclesiástica. Faleceu na cidade de Kiel, na Alemanha, em 21 de março de 2014.
Com a morte do patriarca Inácio Jacó III, em 1980, Zakka Iwas foi eleito pelo sínodo da Igreja como o 122.º Patriarca Sírio Ortodoxo de Antioquia, sendo entronizado em 14 de setembro.